# Sierra el Espinazo de Ambrosio
La Sierra el Espinazo de Ambrosio es una sierra en los municipios de Mina, estado de Nuevo León y Ramos Arizpe y Castaños, estado de Coahuila, México. La cima alcanza los 1,508 metros sobre el nivel del mar, la cresta sirve de límite entre los dos estados por aproximadamente 25 kilómetros, la población más cercana es Espinazo. Otras montañas cercanas son Cerro de La Popa, Sierra La Gavia y Cerro La Nariz.